# Parque Estadual de Itapeva

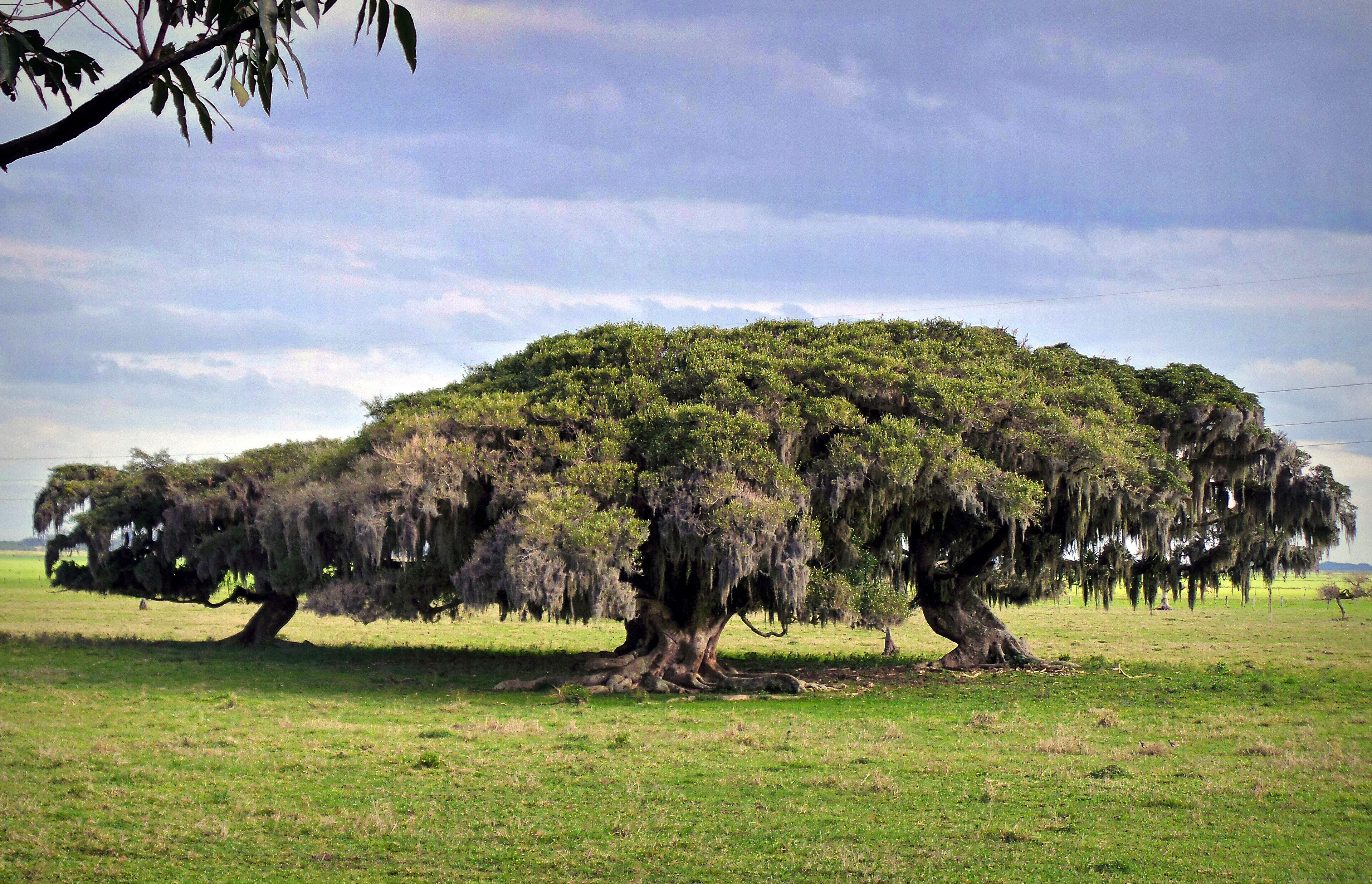
Figueiras no Parque de Itapeva

O Parque Estadual de Itapeva é uma das Unidades de Conservação do Governo do Estado do Rio Grande do Sul, Brasil.
Com 1.000 ha, foi criado em 2002 pelo Decreto Estadual n° 42.009, localizando-se no município de Torres. Ainda não teve legalizada sua situação fundiária. O Parque preserva uma das últimas formações de dunas e restingas do litoral norte do estado, além de possuir trechos de turfeiras, campos, banhados e mata paludosa, onde sobrevivem espécies ameaçadas.
Há também uma área de proteção ambiental da Lagoa Itapeva.